# Matrimonio igualitario en San Marino
El matrimonio igualitario en San Marino no se encuentra reconocido. No obstante, la unión civil es legal tanto para parejas del mismo sexo como también del sexo opuesto desde el 5 de diciembre de 2018. Aunque el matrimonio no se encuentra permitido en la legislación del microestado europeo, todos los matrimonios igualitarios son reconocidos como uniones civiles por las autoridades sanmarinenses para los efectos legales. 

## Historia

### Registro cohabitacional de parejas de hecho
El 17 de junio de 2012, el Consejo Grande y General de San Marino aprobó una ley que permitió a las parejas homosexuales binacionales, en donde al menos uno de ellos es ciudadano sanmarinense, registrarse como pareja de hecho y otorgarle así el derecho de residencia dentro del país a la pareja extranjera. El proyecto de ley fue aprobado por 33 votos a favor y 20 en contra.

### Uniones civiles
El 18 de diciembre de 2017 ingresó al parlamento sanmarinense una iniciativa legislativa popular para aprobar la unión civil, tanto para parejas heterosexuales como homosexuales, lo que permitiría una equiparación de derechos con las parejas casadas en diferentes aspectos, tales como la seguridad social en materias de salud y previsión social, adquisición de bienes, pensiones y herencias. Siguiendo su proceso de tramitación, pasó a su primera lectura el 7 de marzo de 2018. El 27 de septiembre de 2018, el Comité de Asuntos Constitucionales del Consejo aprobó el proyecto de ley con una votación de 12 a favor y 2 en contra, pero con algunas enmiendas; fueron permitidas las ceremonias públicas, el Comité otorgó a las uniones civiles sólo un conjunto limitado de derechos relacionados con el matrimonio (residencia, ciudadanía, derechos de pensión, atención médica, derechos de sucesión y derechos de adopción homoparental conjunta del hijo legal o biológico de la pareja).
El 15 de noviembre de 2018, el Gran Consejo aprobó el proyecto de ley en la segunda y última lectura por 40 votos a favor, 4 en contra y 4 abstenciones. La ley se publicó en el Boletín Oficial el 20 de noviembre de 2018 y entró en vigor el 5 de diciembre de 2018.

### Matrimonio igualitario
En abril de 2014, una petición enviada al parlamento por un ciudadano sanmarinense casado en Londres bajo la legislación marital británica, con el objeto de reconocer los matrimonios homosexuales celebrados en el extranjero, fue finalmente debatida y rechazada por 35 votos en contra y 15 a favor en septiembre de ese mismo año.